# Allée couverte du Bois d’Archemont
Die Allée couverte du Bois d’Archemont liegt im Wald von Archemont, südöstlich von Méréaucourt im Département Somme in Frankreich.
Am Ende der Jungsteinzeit diente das am Grund einer Grube errichtete Galeriegrab für sechs bis acht Jahrhunderte als Kollektivgrab. Die Bestattungen in zwei anthropogen getrennten Schichten bestanden aus mindestens 34 Individuen in der unteren und 35 in der oberen Schicht. Während der Nutzungszeit kam es zu Knochenentnahmen und Teilentleerungen. Die besser erhaltenen Zähne ermöglichten genauere Informationen über die Bestattungen als der Knochenbestand.
Die anfangs mit einem Holzdach bedeckte Galerie erhielt später eine Megalithplattendecke, die im Laufe einer absichtsvollen Zerstörung der Anlage im oberen Bereich teilweise beschädigt wurde. Neben den herkömmlichen Utensilien enthielt die Allée couverte mehrere Bernsteinperlen und zehn geschliffene Feuersteinäxte, die Gegenstand einer Untersuchung zu Herstellung und Gebrauch waren, die eine ungewöhnliche Vielfalt zeigte.
Die Umgebung der Allée couverte hat sich während der Nutzungszeit mehrmals verändert. Zunächst bewaldet, finden sich Anhaltspunkte einer Rodung während der ersten Belegungsphase. Es folgte eine Erholung des Waldes, in die die zweite Belegungsphase fällt. Danach erfolgte eine erneute Rodung. Heute hat der Wald das Gebiet zurückerobert.